# Æthelwulf (Selsey)
Æthelwulf († zwischen 816 und 824) war Bischof von Selsey. Er wurde zwischen 805 und 811 geweiht und trat sein Amt im gleichen Zeitraum an. Er starb zwischen 816 und 824.